# Allen Creek
Allen Creek är ett vattendrag i Kanada.   Det ligger i provinsen Ontario, i den sydöstra delen av landet, 190 km väster om huvudstaden Ottawa. Allen Creek ligger vid sjöarna  Baptiste Lake och Elephant Lake. 
I omgivningarna runt Allen Creek växer i huvudsak blandskog. Runt Allen Creek är det mycket glesbefolkat, med 6 invånare per kvadratkilometer.